# Higinio Cazón
Higinio D. Cazón (Ciutat de Buenos Aires, 1866 - Balcarce, 1914) va ser un poeta i compositor argentí. Va gravar algun dels primers tangos criolls, per ex.: "El Taitá". Va publicar un fullet anomenat Alegrías y Pesares, on es va incloure la seva composició "Bajo el Ombú Copioso", la qual cosa va fer que el reconeguessin com a poeta. El 30 de juny de 1896 es va trenar en una payada contrapuntista amb Gabino Ezeiza, al Teatre Doria de Buenos Aires. Va trenar amistats amb altres payadores de l'època, especialment amb Madariaga i Ángel Villoldo, la qual cosa va fer que formessin un grup de tango. Va morir de sobte en una gira musical, a la ciutat de Balcarce. Es reunia al Café de los Angelitos amb altres artistes de l'època, com ara Gabino Ezeiza i Carlos Gardel. A causa d'això, va ser immortalitzat en ser esmentat a la cançó "Café de los Angelitos" de Cátulo Castillo.